# دختر و فضانورد
دختر و فضانورد (لهستانی: Dziewczyna i kosmonauta) یک مجموعهٔ تلویزیونی جنایی لهستانی است که در سال ۲۰۲۳ منتشر شد.

## گزیدهٔ بازیگران
- ونسا الکساندر
- آنا چیِشلاک
- ماگدالنا چلتسکا
- آندژی خیرا